# Sonja Lahnstein-Kandel

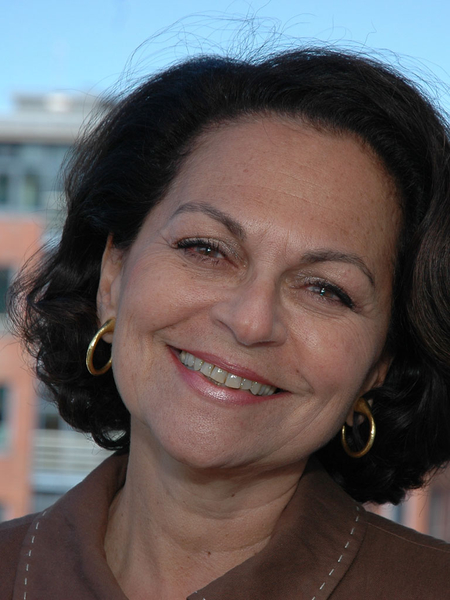
Sonja Lahnstein-Kandel

Sonja Lahnstein-Kandel (* 1950 in Zagreb, Jugoslawien) ist eine deutsche Volkswirtin und die Initiatorin und geschäftsführende Gesellschafterin von step21 - Initiative für Toleranz und Verantwortung. Jugend fordert!

## Biographie
Lahnstein-Kandel besuchte Grundschule und Gymnasium in Zagreb. Nach dem Abitur 1968 am Britischen Gymnasium in Hamburg erwarb sie das General Certificate of Education of the University of London. 1969 studierte sie Journalismus und politische Wissenschaften an der Universität Ann Arbor, Michigan. Von 1969 bis 1973 studierte sie Wirtschaftswissenschaften in Hamburg, 1974 schließlich beendete sie ihr Studium mit dem Diplom für Volkswirte.
Danach arbeitete sie bei der EG-Kommission in Brüssel, beim International Monetary Fund in Washington D.C., bei der Weltbank in Washington D.C. und der Bertelsmann AG.
1998 initiierte Sonja Lahnstein-Kandel die gemeinnützige GmbH step21 – Initiative für Toleranz und Verantwortung. Sie kümmert sich um Gründung, Aufbau und Koordination der Abläufe von step21. Außerdem gründete sie im März 2004 die Stiftung STEP 21. Seit 2002 ist sie Vorsitzende des Vorstandes Deutscher Fördererkreis der Universität Haifa, Israel, und Mitglied des Aufsichtsrats der Universität Haifa (stellv. Aufsichtsrat-Vorsitzende 2014 – 2017).
Weiterhin ist sie geschäftsführende Vorsitzende des Vereins zur Förderung des Israel Museums. Außerdem ist sie Mitglied im Board of Governors der Universität Haifa, im Beirat der Stiftung Denkmal für die ermordeten Juden Europas und im Kuratorium des Israelitisches Krankenhaus Hamburg (ab 2004). Sonja Lahnstein-Kandel war bis 1998 Beraterin der Women’s World Banking und bis 2000 Vorstand der AGIS (Association of German International Schools).
Lahnstein-Kandel ist seit 2004 Trägerin des Bundesverdienstkreuzes am Bande. 2017 wurde Sonja Lahnstein-Kandel die Ehrendoktorwürde der Universität Haifa verliehen und der Honorary Fellowship des Israel Museums Jerusalem.
Sie ist verheiratet mit dem früheren Bundesfinanzminister Manfred Lahnstein. Sie haben eine gemeinsame Tochter.

## Publikationen
- Der soziale Zusammenhalt in den Staaten der Triade USA, Japan, Europa: Eine internationale Konferenzserie mit dem Bundespräsidenten auf Schloss Bellevue, Nomos 1999 (Herausgeber, zusammen mit Michael Göring)